# Heinrich Sauthoff
Christian Heinrich August Sauthoff, Rufname Heinrich (* 31. Dezember 1828 in Hollenstedt (Northeim); † 21. August 1889 in Moringen) war ein deutscher Kämmerer und Sparkassenleiter der Stadt Moringen.

## Leben
Heinrich Sauthoff war der dritte Sohn des Bauern und Vollköthers Johann Heinrich Christoph Sauthoff (1792–1874) in Hollenstedt. Heinrich Sauthoff schlug eine Bürolaufbahn ein, während sein ältester Bruder den väterlichen Hof übernahm, drei weitere Brüder Schneider wurden und nach Madison (Wisconsin) auswanderten, und die jüngste Schwester einen Nagelschmied heiratete und mit ihm nach Oil City (Pennsylvania) auswanderte.
Heinrich Sauthoff arbeitete 1847–1852 als vereidigter Schreiber im König-Hannoverschen Amt Moringen-Hardegsen und erledigte Verwaltungs-, Rechnungs-, Justiz- und Registratur-Angelegenheiten. Bei seiner Musterung 1849 wurde er wegen „allgemeiner Körperschwäche ohne Hoffnung“ vom Militärdienst freigestellt. 1852 wurde das Amt wegen Umorganisation der Verwaltung aufgelöst.
1853 wurde Sauthoff Kämmerer der Stadt Moringen und Vertreter des Staatsanwaltschaftsgehülfen. 1858 wurde er zusätzlich als Postgehülfe der Postspedition zu Moringen vereidigt. Da die Stadt Moringen ihm nur ein bescheidenes Gehalt zugestand, bewarb er sich wiederholt für den königlich-hannoverschen Verwaltungsdienst, allerdings ohne Erfolg.
1864 wurde die Spar- und Leihkasse für die Stadt Moringen gegründet, deren Leitung Sauthoff als Sparcassenrechnungsführer zusätzlich zu seinem Stadtkämmerer-Amt übernahm. Das Kassenlokal befand sich in der Kämmereikasse und war nur an speziellen Sparkassentagen für den Publikumsverkehr geöffnet. Dies spiegelte die sehr beengten Raumverhältnisse der Moringer Stadtverwaltung wider. Der Geschäftsbetrieb der Sparkasse entwickelte sich positiv, so dass das erste Geschäftsjahr 1. November 1864 bis 31. Dezember 1865 mit einem Gewinn von 60 Talern abschloss, dessen Hälfte dem Rechnungsführer als Vergütung zustand. Aufgrund der weiter zunehmenden Arbeitsbelastung gab Sauthoff 1865 sein Amt als Postgehülfe auf. Die Annexion Hannovers durch Preußen überstand die Sparkasse Moringen ohne Probleme. Dagegen bereitete der Deutsch-Französische Krieg 1870–1871 der Sparkasse finanzielle Schwierigkeiten, so dass die Kämmereikasse ihre Schwedischen Pfandbriefe verpfänden musste.
Neben seinen Verwaltungsämtern hatte Sauthoff auch das Amt des Spritzenmeisters der 2. Städtischen Feuerwehrspritze inne, von dem er sich 1879 entbinden ließ. 1882 wurde die Freiwillige Feuerwehr Moringen gegründet mit dem Kämmerer Sauthoff als 2. Kommandeur.
Die Führung der Kämmerei und der Sparkasse mit Vermehrung der Sparkassentage (verbunden mit Gehaltserhöhungen) führte zu Sauthoffs zunehmender Überlastung, so dass er schließlich um die Entlassung aus seinen Ämtern bat. Nach längeren Verhandlungen gewährte ihm die Stadt Moringen den Ruhestand zum 1. April 1888.
Der Maschinenbauingenieur Friedrich Sauthoff war ein Enkel Heinrich Sauthoffs, während der Arzt und Psychiater August Sauthoff und der Rechtsanwalt und Politiker Harry Sauthoff Neffen Heinrich Sauthoffs in Madison (Wisconsin) waren.